# Kabinett Rattazzi II
Das Kabinett Rattazzi II regierte das Königreich Italien vom 10. April 1867 bis zum 27. Oktober 1867. Es folgte dem Kabinett Ricasoli II. Ministerpräsident war Urbano Rattazzi, der bereits zwischen 1861 und 1862 mit dem Kabinett Rattazzi I das dritte Kabinett des Königreiches stellte.

## Entstehung und Entwicklung
Das Kabinett Rattazzi II war das neunte Kabinett des Königreiches und das zweite, das sich auf die sogenannte „Historische Linke“ (italienisch Sinistra storica) stützte. Es war 6 Monate und 17 Tage im Amt. Wie bereits während seiner ersten Regierung, scheiterte Rattazzi an seiner zwiespältigen Rolle in Bezug auf die Römische Frage. Nachdem Giuseppe Garibaldi mit seinen Freischaren nach 1862 im Herbst 1867 erneut auf Rom marschierte und König Viktor Emanuel II. sich gegenüber dem französischen Kaiser Napoleon III. als Schutzmacht des Kirchenstaates verpflichtet fühlte, trat Rattazzi zurück.
Dem vom König ausersehenen Nachfolger als Ministerpräsident Enrico Cialdini gelang es jedoch nicht eine neue Regierung zu bilden, so dass der Regierungsauftrag an Luigi Federico Menabrea weiterging, der das Kabinett Menabrea I bildete.

## Minister

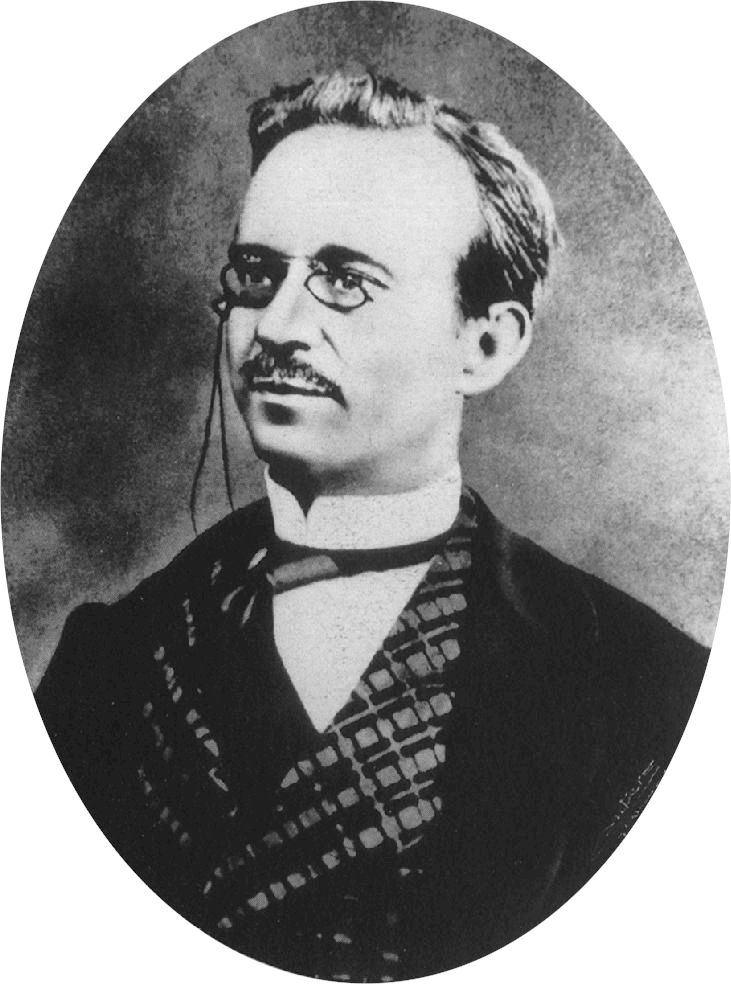
Urbano Rattazzi

| Ministerien                          | Name                                                                                    |
| ------------------------------------ | --------------------------------------------------------------------------------------- |
| Ministerpräsident                    | Urbano Rattazzi                                                                         |
| Äußeres                              | Federico Pescetto (bis 12. April 1867) Pompeo di Campello (ab 13. April 1867)           |
| Inneres                              | Urbano Rattazzi                                                                         |
| Justiz und Kirchenangelegenheiten    | Sebastiano Tecchio                                                                      |
| Krieg                                | Genova Giovanni Thaon di Revel                                                          |
| Marine                               | Federico Pescetto                                                                       |
| Finanzen                             | Francesco Ferrara (bis 4. Juli 1867) Urbano Rattazzi (geschäftsführend ab 5. Juli 1867) |
| Öffentliche Arbeiten                 | Antonio Giovanola                                                                       |
| Bildung                              | Michele Coppino                                                                         |
| Landwirtschaft, Industrie und Handel | Francesco De Blasiis                                                                    |